# Vasile Miriuță
Vasile Miriuță (* 19. September 1968 in Baia Mare, Kreis Maramureș) ist ein ehemaliger ungarisch-rumänischer Fußballspieler und heutiger -trainer. Unter anderem war er für Energie Cottbus aktiv, mit denen er 2000 in die Bundesliga aufstieg.

## Spielerkarriere
Miriuță spielte von 1988 bis 1991 in der zweiten rumänischen Liga bei FC Baia Mare. Zur Rückrunde der Saison 1990/91 wechselte er in die Divizia A zu Dinamo Bukarest. In der Hinrunde der Saison 1991/92 spielte er für Gloria Bistrița, wonach er nach Ungarn zu Győri ETO FC wechselte. Nach einem Jahr in der französischen Ligue 2 beim FC Bourges spielte er ab Sommer 1994 für anderthalb Jahre wieder bei Győri ETO FC. Die Rückrunde der Saison 1995/96 bestritt er für Videoton FC. Es folgten zwei erfolgreiche Spielzeiten bei Ferencváros Budapest, in denen sein Verein einmal Dritter und einmal Zweiter der ersten ungarischen Liga wurde. 
Miriuță wechselte 1998 von Újpest Budapest zu Energie Cottbus. Hier entwickelte er sich zum führenden Mittelfeldspieler der Mannschaft. Im Jahr 2000 stieg er mit Energie Cottbus in die Fußball-Bundesliga auf. Miriuță war mit zahlreichen direkt verwandelten Freistößen an diesem Erfolg beteiligt.
Im Januar 2003 verließ er Energie Cottbus und schloss sich dem MSV Duisburg an. Nach einem halben Jahr wechselte er zum Győri ETO FC. Dort spielte er bis Ende 2003 und ließ danach seine Karriere beim SV Stegersbach ausklingen, bei dem er berufsbedingt nur sporadisch zum Einsatz kam. 2010 gab er sein Comeback in Deutschland und war Teil des Kaders des Kreisligisten SG Sielow. Am 7. September 2010 spielte er sein einziges Spiel in der Ü-35 Kreisliga.

### International
Zwischen 2000 und 2003 spielte er neun Spiele für die ungarische Fußballnationalmannschaft und erzielte ein Tor gegen Spanien.

## Spielerberater
Ab 2004 war Miriuță als Spielerberater tätig. Zu den von ihm betreuten Spielern gehörten Sergiu Radu und Vlad Munteanu.

## Trainerkarriere
In der Saison 2010/11 kehrte er als Nachwuchstrainer der U-19-Mannschaft nach Cottbus zurück. Seit dem 1. Juli 2011 arbeitete er als Trainer der zweiten Mannschaft vom FC Energie Cottbus. Im Sommer 2013 wurde Miriuță Cheftrainer von Ceahlăul Piatra Neamț in der rumänischen Liga 1, ehe er Ende Dezember 2013 als Nachfolger von Petre Grigoraș Ligakonkurrent CFR Cluj übernahm. Im September 2015 übernahm er den Cheftrainer-Posten des FC Energie Cottbus vom Interimstrainer René Rydlewicz, der als Co-Trainer von Miriuță agierte. Am 12. April 2016 gab der FC Energie die Trennung von Miriuță bekannt.
Im Sommer 2016 übernahm er wieder CFR Cluj. Das Traineramt hatte er dort bis Juni 2017 inne.
2018 bis 2019 und 2020 war er Trainer des rumänischen Fußballvereins FC Hermannstadt.